# Jan Nowak-Jeziorański
Jan Nowak-Jeziorański (Zdzisław Antoni Jeziorański) (nacido en Berlín el 3 de octubre de 1914 y fallecido el 20 de enero de 2005 Varsovia ) fue un periodista, escritor, político y patriota polaco.
Sirvió durante la Segunda Guerra Mundial como uno de los luchadores de la resistencia en la Armia Krajowa, el ejército polaco. Es recordado por su trabajo como correo entre los comandantes del ejército de la resistencia y el Gobierno de Polonia en el exilio, en Londres, y otros gobiernos aliados, lo que le dio el sobrenombre de "correo de Varsovia". También se le conoce por su participación en el levantamiento de Varsovia. Tras la guerra, trabajó como director de la sección polaca de "Radio Free Europe", y después como consejero de seguridad de los presidentes de los Estados Unidos, Ronald Reagan y Jimmy Carter.
Nació Zdzisław Antoni Jeziorański de Jeziora, pero utilizó varios seudónimos durante la guerra, el más conocido de los cuales fue Jan Nowak, que posteriormente añadiría a su apellido original.

## Biografía
Zdzisław Jeziorański nació en Berlín. Tras finalizar sus estudios de económicas en 1936 continuó trabajando allí como ayudante en la Universidad de Poznań. Movilizado en 1939, luchó en el ejército polaco como artillero NCO. Fue tomado como prisionero de guerra por los alemanes en Volinia, pero logró escapar y regresó a Varsovia. Muchos de sus compañeros fueron tomados como prisioneros de guerra por los soviéticos y posteriormente asesinados en la Masacre de Katyn.
Rápidamente se alistó en la resistencia polaca. Después de 1940 se convirtió en el principal organizador de Akcja N, una organización secreta que preparaba periódicos en alemán y otro material de propaganda que se hacía pasar por publicaciones oficiales de Alemania, para proseguir la guerra psicológica contra las tropas alemanas.
Sirvió también como enviado entre los comandantes del ejército polaco y el gobierno de Polonia en el exilio y otros gobiernos aliados. Durante sus primeros viajes a Suecia y Gran Bretaña informó a los gobiernos del oeste del destino de Polonia bajo las ocupaciones alemana y soviética. Además, fue el primero en informar del levantamiento del gueto de Varsovia. Durante una de sus misiones, en julio de 1944, volvió a Varsovia solo unos días antes del inicio del levantamiento de Varsovia.
Durante el levantamiento tomó parte activamente en la lucha contra los alemanes y organizó además la radio polaca que mantenía el contacto con los países aliados con emisiones diarias en polaco e inglés. Poco antes de la capitulación de la capital polaca, recibió la orden del comandante en jefe de la armada, Tadeusz Bór-Komorowski de dejar la ciudad y acudir a Londres. Logró evitar ser capturado y alcanzó Gran Bretaña, llevando consigo gran cantidad de documentos y fotografías. Por su valentía y sus viajes a través de la Europa ocupada por los alemanes, fue condecorado con la máxima condecoración militar polaca, la Virtuti Militari.

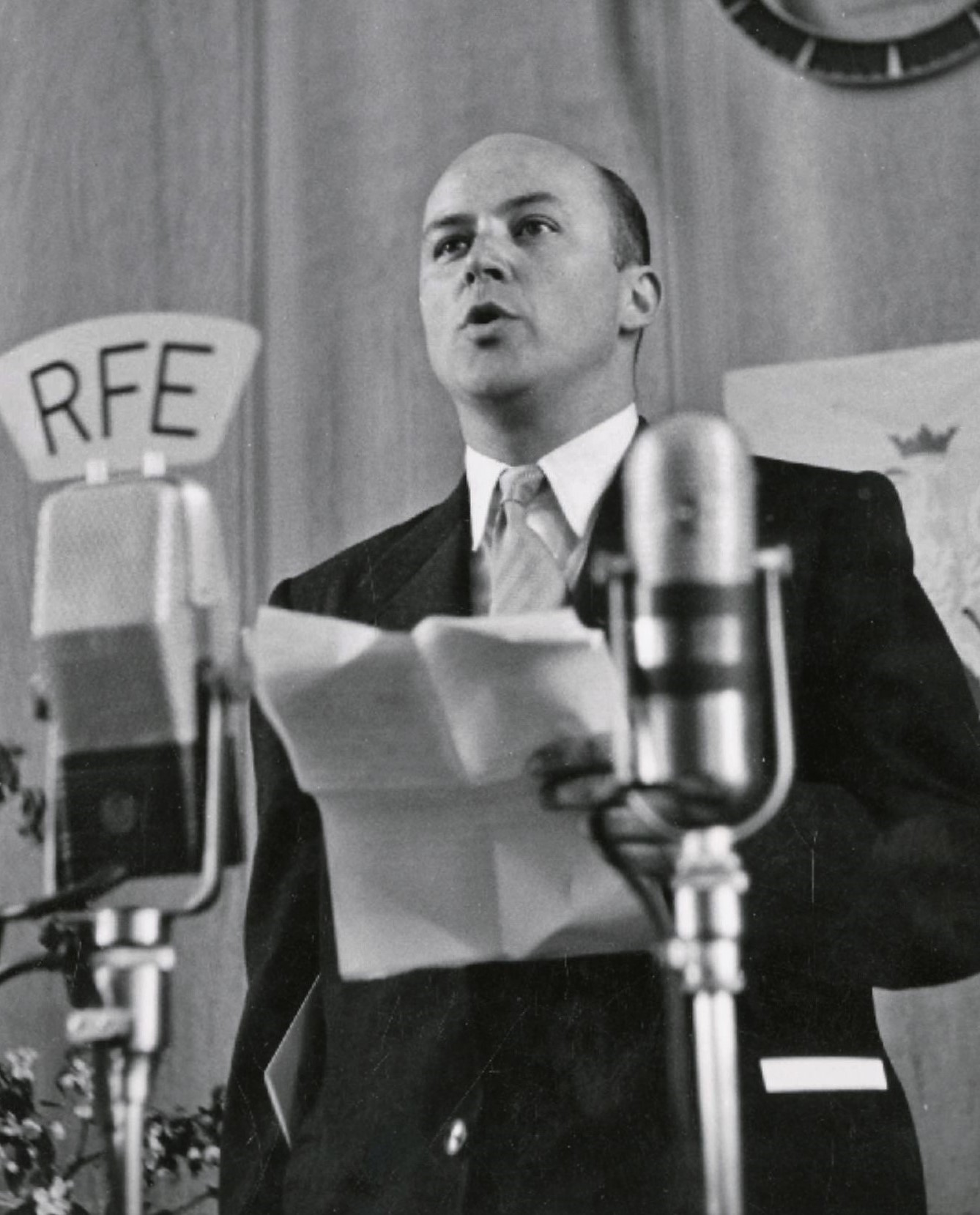
Jan Nowak-Jeziorański en Radio Free Europe, 3 de mayo de 1952.

Tras la guerra, Jan Nowak-Jeziorański permaneció en el oeste, primero en Londres y después en Múnich y Washington D. C. Entre 1948 y 1976 fue una de las personalidades más notables de la división polaca de la agencia de radio de la BBC. En 1952 se convirtió además en director de la sección polaca de la Radio Free Europe. A través de sus emisiones diarias, permaneció como una de las personalidades más populares de la radio, tanto en la Polonia ocupada por los comunistas como entre los polacos de la diáspora en el oeste. Tras dejar sus puestos en 1976, se convirtió en uno de los miembros más prominentes del Congreso de americanos polacos y dirigió la organización entre 1979 y 1996. Trabajó como consejero de la Agencia de Seguridad Nacional estadounidense y de los presidentes de los Estados Unidos Ronald Reagan y Jimmy Carter. Fue uno de los propulsores de la entrada de Polonia en la OTAN a través de sus numerosos contactos con políticos estadounidenses, lo que se logró en 1999.
En la década de 1990 empezó su cooperación con la Radio polaca y escribió una serie de emisiones tituladas Polska z oddali (Polonia desde la distancia). Desde 1990 estuvo presente además en la Televisión polaca como autor de programas mensuales. En julio de 2002 volvió a Varsovia para quedarse. Fue un partidario activo de la entrada de Polonia en la Unión Europea. Muchos de sus libros, publicados en el extranjero y en la propia Polonia tras 1989, fueron superventas y le reportaron más popularidad.
Fue galardonado con algunos de los más prestigiosos premios literarios polacos por sus escritos, incluyendo el Premio Kisiel (1999), Premio en memoria Ksawery Pruszyński del Pen-club polaco (2001) y el premio Superwiktor para personalidades de televisión. En 2003 fue también galardonado con el premio Człowiek Pojednania por el Consejo polaco de cristianos y judíos, por su mediación en el diálogo polaco-judío. Finalmente, fue investido doctor honoris causa por varias universidades polacas, entre ellas la Universidad de Varsovia, la Universidad Jagellónica y su alma mater, la Universidad Adam Mickiewicz de Poznań.
Murió en Varsovia, el 20 de enero de 2005. Ha donado todos sus archivos al instituto Ossolińskich.

## Filmografía
Su novelesca y heroica actuación en la Polonia ocupada por los nazis fue llevada a la pantalla grande en la película El correo de Varsovia (en polaco Kurier) de 2019, dirigida por Władysław Pasikowski y protagonizada por Philippe Tłokiński.

## Premios y condecoraciones
- Orden Virtuti Militari (1944, máxima condecoración militar de Polonia)[10]
- Cruz del Valor
- Orden del Águila Blanca (1994, máxima condecoración de Polonia)
- Medalla del rey por el valor en la causa de la libertad (Reino Unido)[11]
- Nagroda Kisiela (1999)
- Lumen Mundi (2001)
- Premio Ksawery Pruszyński (2001)
- Hombre de la reconciliación (2002)
- Wiktor y Superwiktor (2003)
- Premio Club Centro de Negocios (2003)
- Orden Polonia Restituta
- Medalla Presidencial de la Libertad (1996, máxima condecoración civil en los Estados Unidos)
- Gran cruz del duque Gediminas (máxima condecoración civil en Lituania)
- Ciudadano honorífico de Varsovia